# Palestina (kommun i Brasilien, Alagoas)
Palestina är en kommun i Brasilien.   Den ligger i delstaten Alagoas, i den östra delen av landet, 1 300 km nordost om huvudstaden Brasília. Antalet invånare är 5 112.
Omgivningarna runt Palestina är huvudsakligen savann. Runt Palestina är det ganska glesbefolkat, med 21 invånare per kvadratkilometer.